# Chrysometa aureola
Chrysometa aureola là một loài nhện trong họ Tetragnathidae.
Loài này thuộc chi Chrysometa. Chrysometa aureola được Eugen von Keyserling miêu tả năm 1884.